# لاو کام
لاو کام (به ژاپنی: ラブ★コン Rabu★Kon) که همچنین با عنوان لاولی کامپلکس نیز شناخته می‌شود، یک مجموعه مانگا شوجو ژاپنی که توسط آیا ناکاهارا نوشته و مصورسازی شده‌است. این مجموعه به تعداد ۱۷ جلد، توسط انتشارات شوئیشا در مجلهٔ بساتسو مارگارت، از سپتامبر ۲۰۰۱ تا دسامبر ۲۰۰۶ به چاپ می‌رسید. داستان دربارهٔ رابطه‌ای عاشقانه میان یک دختر بلندقد و پسری قد کوتاه است که توسط همکلاسی‌هایشان با عنوان دو کمدین شناخته می‌شوند.
بر اساس نسخه مانگا، یک فیلم سینمایی محصول سال ۲۰۰۶، یک مجموعه تلویزیونی انیمه ۲۴ قسمتی که توسط استودیوی توئی انیمیشن از آوریل تا سپتامبر ۲۰۰۷ پخش گردید و یک بازی ویدئویی در سبک ماجراجویی که بوسیلهٔ ای‌کیو اینتراتکتیو در سال ۲۰۰۶ برای کنسول پلی‌استیشن ۲ ساخته شد.